# 第4回アジア・フィルム・アワード
第4回アジア・フィルム・アワードは、2010年3月22日に発表・授賞式が行われた。
ポン・ジュノ監督による韓国映画『母なる証明』が作品賞を受賞。

## 概要
今回はアジア全域の10の国と地域から37作品が候補となった。
日本は9作品が13の候補を得た。作品別では、香港映画『孫文の義士団』（原題「十月圍城」）と韓国映画『母なる証明』がそれぞれ最多の7部門の候補となる。作品別の候補部門は#統計を参照。

## 候補の一覧

### 作品賞
- 孫文の義士団
- 南京!南京!
- Lola
- 母なる証明
- あなたなしでは生きていけない
- パレード

### 監督賞
- ポン・ジュノ - 母なる証明
- アスガー・ファルハディ - 彼女が消えた浜辺
- 陸川 - 南京!南京!
- ブリラント・メンドーザ - Lola
- 園子温 - 愛のむきだし
- 楊凡 - 涙王子

### 主演男優賞
- 浅野忠信 - ヴィヨンの妻 〜桜桃とタンポポ〜
- ホァン・ボー - 鬥牛
- 松本人志 - しんぼる
- ソン・ガンホ - 渇き
- ワン・シュエチー - 孫文の義士団

### 主演女優賞
- ペ・ドゥナ - 空気人形
- キム・ヘジャ - 母なる証明
- リー・ビンビン - 風聲
- 松たか子 - ヴィヨンの妻 〜桜桃とタンポポ〜
- サンドリーナ・ピンナ - 陽陽

### 新人賞
- ソーナム・カプール - デリー6
- キム・セロン - 冬の小鳥
- 李宇春 - 孫文の義士団
- 黄明慧 - 心の魔
- 朱璇 - 涙王子

### 助演男優賞
- 瑛太 - ディア・ドクター
- 黄暁明 - 風聲
- 庹宗華 - ウォーリアー&ウルフ
- 謝霆鋒 - 孫文の義士団 /
- ウォン・ビン - 母なる証明

### 助演女優賞
- 安藤サクラ - ケンタとジュンとカヨちゃんの国
- 広末涼子 -  ヴィヨンの妻 〜桜桃とタンポポ〜
- キム・コッピ - 息もできない
- 惠英紅 - 心の魔 //
- ヤン・ニ - 鬥牛

### 脚本賞
- アスガー・ファルハディ - 彼女が消えた浜辺
- ホン・サンス - よく知りもしないくせに
- パク・ウンギョ/ポン・ジュノ - 母なる証明
- ファン・ダンディ - Adrift
- ワイ・カーファイ/歐健兒（オー・キンイー） - 再生號

### 撮影賞
- 曹郁 - 南京!南京!
- チェン・シウキョン - 冷たい雨に撃て、約束の銃弾を
- チョン・ジョンフン - 渇き
- LY Thai Dzung - Adrift
- ジェイク・ポロック - 陽陽

### 美術賞
- 林田裕至 -  ヤッターマン
- Alain-Pascal HOUSIAUX/Patrick DECHESNE/李天爵 - 臉
- 麥國強 - 孫文の義士団
- リュ・ソンヒ - 渇き
- 肖海航/楊浩宇 - 風聲

### 作曲賞
- HOANG Ngoc Dai - Adrift
- JANG Yeong-gyu、LEE Byung-hoon - Running Turtle
- リュウ・トン - 南京!南京!
- 羅大佑 - 冷たい雨に撃て、約束の銃弾を
- 斉藤和義 - フィッシュストーリー

### 編集賞
- リー・チャタメティクール - Karaoke
- コン･ジーリョン/陳志偉 - 盗聴犯〜死のインサイダー取引〜
- ムン・セギョン - 母なる証明
- Kats SERRAON - Lola
- 唐華/張一凡/杜媛 - 爆走自転車

### 視覚効果賞
- 藤田卓也/野崎宏二- GOEMON
- 王建雄/陳京民/李麗萍 - 爆走自転車
- ン・ユンファイ/チャウ・ジーセン/タン・カイクァン - 風雲 ストームウォリアーズ
- 瀨下寬之 - しんぼる
- イ・ジョンヒョン - 渇き

### 衣装デザイン賞
- Tina KALIVAS/Vaughan ALEXANDER - GOEMON
- Christian LACROIX/Anne DUNSFORD/王佳惠 - 臉
- ドーラ・ン - 孫文の義士団
- SHIM Hyun-sub - The Sword With No Name
- ワダ・エミ - ウォーリアー&ウルフ

## 統計
|    | 作品名                          | 部門                                                           | 国・地域                                 | 候補数 | 受賞数 |
| -- | ------------------------------- | -------------------------------------------------------------- | ---------------------------------------- | ------ | ------ |
| 1  | 冬の小鳥                        | 新人賞                                                         | 大韓民国の旗                             | 1      |        |
| 2  | 彼女が消えた浜辺                | 監督賞、脚本賞                                                 | イランの旗                               | 2      |        |
| 3  | ケンタとジュンとカヨちゃんの国  | 助演女優賞                                                     | 日本の旗                                 | 1      |        |
| 4  | Adrift                          | 脚本賞、撮影賞、作曲賞                                         | ベトナムの旗                             | 3      |        |
| 5  | 空気人形                        | 主演女優賞                                                     | 日本の旗                                 | 1      |        |
| 6  | 心の魔                          | 新人賞、助演女優賞                                             | マレーシアの旗 · 香港の旗 · 大韓民国の旗 | 2      | 2      |
| 7  | 孫文の義士団                    | 作品賞、主演男優賞、新人賞、助演男優賞、美術賞、衣装デザイン賞 | 香港の旗 · 中華人民共和国の旗            | 6      | 1      |
| 8  | 息もできない                    | 助演女優賞                                                     | 大韓民国の旗                             | 1      |        |
| 9  | 南京!南京!                      | 作品賞、監督賞、撮影賞、音楽賞                                 | 中華人民共和国の旗                       | 4      | 2      |
| 10 | 鬥牛                            | 主演男優賞、助演女優賞                                         | 中華人民共和国の旗                       | 2      |        |
| 11 | 爆走自転車                      | 編集賞、視覚効果賞                                             | 中華人民共和国の旗                       | 2      |        |
| 12 | ディア・ドクター                | 助演男優賞                                                     | 日本の旗                                 | 1      |        |
| 13 | デリー６                        | 新人賞                                                         | インドの旗                               | 1      |        |
| 14 | 臉                              | 美術賞、衣装デザイン賞                                         | 中華民国の旗                             | 2      | 2      |
| 15 | フィッシュストーリー            | 音楽賞                                                         | 日本の旗                                 | 1      |        |
| 16 | GOEMON                          | 視覚効果賞、衣装デザイン賞                                     | 日本の旗                                 | 2      |        |
| 17 | Karaoke                         | 編集賞                                                         | マレーシアの旗                           | 1      | 1      |
| 18 | よく知りもしないくせに          | 脚本賞                                                         | 大韓民国の旗                             | 1      |        |
| 19 | Lola                            | 作品賞、監督賞、編集賞                                         | フィリピンの旗                           | 3      |        |
| 20 | 愛のむきだし                    | 監督賞                                                         | 日本の旗                                 | 1      |        |
| 21 | 母なる証明                      | 作品賞、監督賞、主演女優賞、助演男優賞、脚本賞、編集賞         | 大韓民国の旗                             | 6      | 3      |
| 22 | あなたなしでは生きていけない    | 作品賞                                                         | 中華民国の旗                             | 1      |        |
| 23 | 盗聴犯〜死のインサイダー取引〜  | 編集賞                                                         | 香港の旗                                 | 1      |        |
| 24 | パレード                        | 作品賞                                                         | 日本の旗                                 | 1      |        |
| 25 | 涙王子                          | 監督賞、新人賞                                                 | 香港の旗 · 中華民国の旗                  | 2      |        |
| 26 | Running Turtle                  | 音楽賞                                                         | 大韓民国の旗                             | 1      |        |
| 27 | しんぼる                        | 主演男優賞                                                     | 日本の旗                                 | 1      |        |
| 28 | 風聲                            | 主演女優賞、助演男優賞、美術賞                                 | 中華人民共和国の旗                       | 3      |        |
| 29 | 風雲 ストームウォリアーズ       | 視覚効果賞                                                     | 香港の旗                                 | 1      |        |
| 30 | The Sword With No Name          | 衣装デザイン賞                                                 | 大韓民国の旗                             | 1      |        |
| 31 | ウォーリアー&ウルフ             | 助演男優賞、衣装デザイン賞                                     | 中華人民共和国の旗                       | 2      |        |
| 32 | 渇き                            | 主演男優賞、撮影賞、美術賞、視覚効果賞                         | 大韓民国の旗                             | 4      | 1      |
| 33 | 冷たい雨に撃て、約束の銃弾を    | 撮影賞、音楽賞                                                 | 香港の旗                                 | 2      | 1      |
| 34 | ヴィヨンの妻 〜桜桃とタンポポ〜 | 主演男優賞、主演女優賞、助演女優賞                             | 日本の旗                                 | 3      |        |
| 35 | 再生號                          | 脚本賞                                                         | 香港の旗                                 | 1      |        |
| 36 | 陽陽                            | 主演女優賞、撮影賞                                             | 中華民国の旗                             | 2      |        |
| 37 | ヤッターマン                    | 美術賞                                                         | 日本の旗                                 | 1      |        |